# Georges Voisset
Georges Voisset, né le 15 mars 1948 à Lyon, est un universitaire français, critique littéraire, traducteur, essayiste, auteur d’une quinzaine d’ouvrages et de nombreux articles. Avant de devenir professeur de littérature comparée à l’Université des Antilles et de la Guyane, il a longuement séjourné en Asie et en Afrique comme enseignant de français et de directeur d’instituts culturels, dans le cadre des Affaires étrangères (Singapour, Japon, Indonésie) et de la Coopération (Mauritanie, Côte d’Ivoire).

## Biographie
Ancien élève de l’École normale supérieure de Cachan et agrégé de lettres, c’est comme jeune lecteur de français à l’Université de Singapour qu’il est tombé amoureux de cette région du monde. Depuis, son ambition intime comme professionnelle a été de rapprocher encore et toujours deux archipels : l’archipel francophone et l’archipel qu’il nomme « malayophone » (la langue malaise, dite indonésienne en Indonésie, étant commune à la Malaisie, l’Indonésie, Brunei, Singapour et à la communauté malayophone de la province de Patani, en Thaïlande) – un riche carrefour de civilisations et de cultures pour lequel il déplore le trop faible intérêt de la France et du monde francophone.
Ces problématiques sont illustrées dans un livre intitulé Les Lèvres du Monde (Les Perséides, 2011),, qui rassemble de grands thèmes et une centaine de noms d’écrivains venus de ces littératures, du roman malais d’Alexandre le Grand au cinéma cambodgien contemporain ; de Césaire à Fauconnier et Multatuli ; de Senghor à Sitor Situmorang ; de Victor Segalen au poète malaisien Muhammad Haji Salleh et à Pramoedya Ananta Toer. Explorant un immense espace interculturel presque inconnu du public francophone, il y met au jour dans une trentaine d’essais des relations littéraires insoupçonnées entre deux « archipels littéraires » que tout semblait séparer. 
Familier de longue date de ces littératures, il a traduit et commenté notamment la poésie : moderne, avec une anthologie d’une soixantaine de poètes de l’Archipel, mais surtout traditionnelle, entre autres avec son ouvrage Sonorités pour adoucir le souci (Gallimard / UNESCO, 1996) grâce auquel un monde poétique prodigieux est entré dans la collection UNESCO des « Œuvres représentatives de l’humanité ».
Son intérêt pour le pantoun, dont il est aujourd’hui considéré comme l’un des principaux spécialistes français, est marqué par plusieurs ouvrages comme Histoire du Genre Pantoun (L’Harmattan, 1998) et des  recueils de traductions : Pantouns malais (Orphée / La Différence, 1993), Pantouns malais (Les Perséides, 2009) et Le Chant à quatre mains (Collection du Banian, créée par l’Association franco-indonésienne Pasar Malam, 2011).
On lui doit également un essai sur la Malaisie coécrit avec Renuga Devi Naidu, intitulé Malaisie - Le Pays d’Entre-mondes (Les Perséides, 2010), évoquant pêle-mêle temps présent et passé, coutumes, cuisine, nature et paysages, histoire, art, culture et société. Son dernier ouvrage, Contes Sauvages – Les très curieuses histoires de Kancil le petit chevrotain (Les Perséides, 2012),  traduction-adaptation de contes de l’archipel rédigés sur la péninsule Malaise à la fin du XIXe siècle, marque la continuité de son intérêt pour ces littératures traditionnelles, tout en en renouvelant sa curiosité en direction d’un public plus général et plus jeune.

## Histoire dupantun
Le pantun est une expression poétique en langue malaise issue de l’oralité et de forme stricte : quatre vers en rimes croisées dont les deux premiers ont une portée analogique que les deux suivants, à signification morale ou sentimentale, explicitent.
Georges Voisset explique et illustre  dans son ouvrage la filiation du pantun malais au pantoum « à la française », puis l’internationalisation de ce dernier, après que Victor Hugo en eut la révélation auprès d’un jeune orientaliste, Ernest Fouinet,. Hugo a été le premier, en France, à citer un pantoun en chaîne dans une célèbre note des Orientales en 1829 (ce pantoun en chaîne devenu, à la suite d'une coquille d’impression, le pantoum national français). Mais c’est surtout Leconte de Lisle qui a pratiqué le pantoun en chaîne, qui va être repris sous cette forme par toute une cohorte de poètes francophones, puis du monde entier, dont l’auteur retrace l’histoire : Théophile Gautier, Théodore de Banville, Charles Asselineau, Baudelaire, Verlaine, Jules Laforgue, René Ghil, mais aussi le Vietnamien Nguyen Van Xiem, qui reprend et recrée le poème de Baudelaire, Harmonie du Soir. Georges Voisset cite ensuite, hors francophonie, de nombreux autres poètes étrangers qui ont adopté le pantoun en chaîne à partir d’autres sources, tels que le poète franco-allemand Chamisso, la Russe Caroline Pavlova, le Tchèque et Prix Nobel Jaroslav Seifert, etc.
En 1997, Georges Voisset finissait son Histoire du genre pantoun en s’interrogeant sur le peu d’intérêt que le pantoun malais, le vrai, a trouvé auprès du public européen, à quelques rares poètes près, alors que le haïku japonais a tout de suite connu un succès foudroyant. Bien injuste, selon Georges Voisset, pour qui le pantoun a de quoi rendre audible « un petit air qui passe » et que les Malaisiens « ont toujours su saisir au vol » pour en faire une « parole ailée ».
La fondation de la revue en ligne libre d’accès Pantouns en 2014 avec Jérôme Bouchaud, puis la création du groupe poétique Pantun Sayang. Les Amis Francophones du Pantoun seront la réponse poétique, ouverte à tous publics et positive à ce constat. Devenue Pantouns et Genres brefs et semestrielle, et presque unique dans un univers littéraire que l’« orientalisme » français a par ailleurs aujourd’hui largement déserté, cette revue (25 numéros en 2020) assure aujourd’hui la promotion du genre au sein de la poésie universelle, tout en maintenant et creusant le lien interculturel qu’il incarne, représente et signale. La publication en ligne et également libre d’accès de nombreux dossiers offre une source de documentation complémentaire sur le pantoun mais aussi sur tous ses environnements.

### Études et essais
- Histoire du genre pantoun. Malayophonie, Francophonie, Universalie, L’Harmattan, 1997.
- L’imaginaire de l’archipel, Karthala, 2003 (Collections Lettres du Sud).
- Les Lèvres du monde. Littératures comparées, de la Caraïbe à l’Archipel malais, Les Perséides, 2008 (Collection Le monde atlantique).
- Malaisie - Le Pays d’Entre-mondes, en collaboration avec Renuga Devi Naidu, Les Perséides, 2012 (2e édition).
- Guide de littérature mauritanienne : une anthologie méthodique, en collaboration, L'Harmattan, 1992.

### Traductions
- Pantouns malais, La Différence, 1993 (Collection Orphée, n° 151).
- Sonorités pour adoucir le souci : poésie traditionnelle de l'Archipel malais, Gallimard / UNESCO, 1996 (Collection Connaissance de l'Orient, Œuvres représentatives, n° 93).
- Le Livre des charmes. Incantations malaises du temps passé, La Différence, 1997 (Collection Orphée, n° 219). Trois charmes extraits du recueil et intitulés « Invocation aux cent un mille et quarante génies », « Chant pour émouvoir le médium » et « Pour révoquer les esprits » ont été publiés séparément aux éditions Jentayu, juillet 2020 (ISBN 979-10-96165-19-3).
- La Terre et l’Eau. Un siècle de poésie de l’Archipel malais (1913-1996). Anthologie bilingue : Indonésie, Malaisie, Singapour, Brunei, You Feng Éditeur, 1999.
- Pantouns malais, Les Perséides, 2008 (Collection ArtBref).
- Le Chant à quatre mains. Pantouns et autres poèmes d’amour, Collection du Banian, 2010.
- Contes Sauvages. Les très curieuses histoires de Kancil le petit chevrotain, Les Perséides, 2012.

### Autres traductions
- Le pantoun malais aujourd'hui, in Poésie 96, n° 64, décembre 1996 (Chants du monde).
- Semangat. La Force Vive de la poésie malaise. Charmes traditionnels et poèmes contemporains, in Poésie 97, n° 66, février 1997.
- Poètes malais d'aujourd'hui, présentés et traduits du malais, in Poésie 97, n° 70, décembre 1997.
- La poésie indonésienne, in Europe n° 846, octobre 1999.
- Chairil Anwar : poèmes, in Orpheus, Revue internationale de poésie n° 2, 2000.